# Ка Л'Олцио (Бергамо)
Ка Л'Олцио је насеље у Италији у округу Бергамо, региону Ломбардија.
Према процени из 2011. у насељу је живело 14 становника. Насеље се налази на надморској висини од 559 м.